# Louis-Joseph Dumarquez
Louis-Joseph Dumarquez né le 22 juillet 1746 et décédé le 3 novembre 1805 à Esquerchin est un chanoine, poète, agriculteur, membre de la société des Rosati et de l'Académie royale des belles-lettres d'Arras.

## Biographie
- Études au Collège d'Anchin puis université de Douai.
- Devient ecclésiastique.
- Curé de Ligescourt.
- Canonicat à l'Abbaye Saint-Nicolas d'Arrouaise puis à l'Abbaye d'Eaucourt.
- Sur présentation de M. Gosse prieur de l'Abbaye Saint-Nicolas d'Arrouaise, il est admis comme académicien ordinaire à l'académie royale des belles-lettres d'Arras.

Il prononce son discours le 17 juillet 1789 dont voici le contenu : « J'ai avancé[, disait-il,] que je n'avais jamais regardé comme problématique l'utilité des académies, mais pour que ces corps respectables puissent produire ce fruit précieux, je veux dire l'utilité, il ne leur suffit pas de décerner des couronnes littéraires pour toutes sortes de questions. Loin du sanctuaire des lettres les questions frivoles ou de discussions oiseuses, qui ne peuvent jamais tourner au profit de l'humanité ! Les proposer, c'est attenter à la majesté des lettres, c'est abuser du plus bel apanage de l'homme, c'est abuser sa raison, la dégrader en épuisant sa puissance dans des travaux indignes d'elle. »
- À la suite de la Révolution, Dumarquez dut renoncer au froc et, de 1790 à 1805, il s'occupa spécialement d'agriculture notamment à Gommecourt (Pas-de-Calais)[2].

## Publications
- Lors d'une prise de voile à l'Abbaye de la Woestine, Dumarquez eut à soutenir quelques polémiques à propos de ses publications, notamment d'Antoine de Rivarol et de Champanetz.

De nombreuses pièces de vers ont été publiées dans les almanachs et recueils de l'époque.
- Petit almanach de nos grands hommes.
- Les époux.
- Les Délassements d'un paresseux, 1790, in-18, par C.R.d'E.A.C.D.L, chanoine régulier d'Eaucourt, ancien chanoine de Lille[3].
- La Pancraciade.
- Relation historique et philosophique du grand pèlerinage d'Eraste au temple de Thémis, publié chez Vve Amable Wagrez, in-8, 70 pages et 2 F, 1803.